# ديريك إبراهام
ديريك إبراهام (7 فبراير 1953 بروسو في دومينيكا - )  (بالإنجليزية: Derek Abraham)‏ هو لاعب كريكت دومينيكي. شارك مع منتخب كندا الوطني للكريكت وWindward Islands cricket team ‏.

## وصلات خارجية
- ديريك إبراهام على موقع إي آس بي آن كريك إنفو (الإنجليزية)